# CR-78
CR-78 es el nombre de una caja de ritmos que la empresa Roland lanzó en 1978.
Aunque queda muy lejos de lo que hoy son las cajas de ritmos, la CR-78 fue un avance importante en este mundo, pues permitía al usuario almacenar sus patrones de batería. Su gabinete de madera y sus ritmos preestablecidos como Waltz, Bossa Nova y Rhumba, sugieren que fue diseñada con vistas a acompañar órganos eléctricos. La CR-78 fue uno de los instrumentos favoritos para los artistas de pop y de música electrónica de finales de los 70 y principios de los 80. Ejemplos de canciones que utilizaron la CR-78 son "Vienna" de Ultravox, "Heart of Glass" de Blondie y "In the Air Tonight" de Phil Collins.

## La máquina y sus controles
La CR-78 utilizaba sonidos electrónicos que no sonaban como instrumentos reales, pero que tenían un carácter propio y distintivo. Incorporó un microprocesador NEC, para proveer control digital de sus funciones.
Las cajas de ritmos anteriores de Roland ofrecían una selección de patrones rítmicos preestablecidos, pero la CR-78, además de tener 34 ritmos preestablecidos, tenía una memoria RAM que permitía memorizar 4 patrones creados por el usuario, y que se mantenían guardados aunque se apagara la máquina. Además la CR-78 permitía al usuario personalizar los ritmos preestablecidos de fábrica, por ejemplo alterando el balance de graves y agudos, cancelando ciertos sonidos, o mediante la adición de un ring modulator al sonido de los platos.
La CR-78 tenía también una serie de variaciones rítmicas predefinidas, que se podían utilizar de forma manual o automáticamente cada 2, 4, 8 o 16 barras. Estas variaciones se utilizaron en canciones de synth-pop como "Enola Gay" de Orchestral Manoeuvres in the Dark o "Underpass" de John Foxx.
Roland también produjo otras cajas de ritmos más simples, como la CR-68, que era en esencia lo mismo que la CR-78 pero sin opción a programar patrones. También se comercializó la TR-66, que era más pequeña y disponía de un menor número de patrones predefinidos no programables.

## Sonidos y ritmos
El sonido de la CR-78 se basó en un mejor desarrollo del sonido de las anteriores máquinas; las Roland Rhythm 33, 55 y 77.
Los sonidos percusivos eran: bombo, caja, charles, platillo, maracas, claves, cowbell, bongos (alto y bajo), congas (alta y baja), pandereta, güiro, y el ring modulator.
Los patrones predeterminados eran: Rock1, Rock2, Rock3, Rock4, Disco1, Disco2, Waltz, Shuffle, SlowRock, Swing, Foxtrot, Tango, Boogie, Enka, BossaNova, Samba, Mambo&Chacha, Beguine y Rhumba. Era posible seleccionar varios ritmos a la vez, y también se podían silenciar sonidos mediante el control de equilibrio.
Los patrones rítmicos eran Roca 1, Rock 2, Rock 3, Rock 4, Disco 1 y Disco 2 (todas disponibles en variantes 'B' 'A' o); Waltz, Shuffle, Slow Rock, Swing, Foxtrot, Tango, Boogie, Enka, Bossa Nova, Samba, Mambo y Chacha, Beguine y Rhumba. Fue posible seleccionar más de un ritmo a la vez, y también se podían silenciar sonidos.

## Grabaciones relevantes donde se usó la CR-78
- Ultravox - "Vienna"
- John Foxx - "Burning Car"
- Blondie — "Heart of Glass", "Atomic"
- Gary Numan — "Remind Me To Smile", 'On Broadway (live 1979)'
- Genesis — "Duchess" and "Man on the Corner"
- Hall & Oates — "Kiss On My List" y "I Can't Go For That (No Can Do)"
- Orchestral Manoeuvres in the Dark — "Enola Gay"
- Phil Collins — "In The Air Tonight"
- Roxy Music — Same Old Scene
- Modest Mouse — "Missed the Boat"
- Frankie Beverley & Maze — "Joy and Pain"
- Radiohead: Jonny & Thom — "Present Tense"
- Radiohead: Jonny & Thom — "The Numbers"
- Sumo — "Cinco Magnificos"
- Luca Prodan — "Mount Etna Erupts"